# Adhémar ou le Jouet de la fatalité
Pour les articles homonymes, voir Adhémar.
Pour plus de détails, voir Fiche technique et Distribution.
Adhémar ou Le jouet de la fatalité est un film français de Fernandel, sorti en 1951.
Le scénario de cette comédie est dû à Sacha Guitry, qui, à la veille d'une grave intervention chirurgicale, en confia la réalisation à Fernandel. Un procès, perdu par Guitry, opposera les deux hommes à la sortie du film.

## Synopsis
Adhémar Pomme, qu'il soit ordonnateur de pompes funèbres, garde-malade ou souffleur, n'a qu'un seul défaut, il déclenche aussitôt l'hilarité générale due à son faciès chevalin. Après maintes péripéties, il finit par se faire admettre à l'asile de « monstres » créé par le riche mais disgracieux milliardaire Brunel-Lacaze. S'étant moqué du physique de ses camarades d'infortune, il en est renvoyé le lendemain même de son admission, et finissant par accepter son involontaire don comique, devient clown dans un cirque itinérant.

## Fiche technique
- Réalisation : Fernandel, assisté de Georges Lautner et François Gir (collaboration technique)
- Scénario, adaptation et supervision : Sacha Guitry
- Dialogues : Sacha Guitry
- Décors : Eugène Pierac, assisté d'Eugène Roman
- Maquillage : Georges Klein, assisté de Louis Louc
- Photographie : Noël Ramettre
- Son : Joseph de Bretagne, assisté de Gaston Demède et Jean Labussière
- Montage : Raymond Lamy
- Musique : Louiguy  (éditions Hortensia)
  - Chanson Le rire est un instant divin (paroles de Jean Manse et Sacha Guitry)
- Production : Henri Bérard
- Société de production : Indusfilms
- Société de distribution : Les Films Corona ; Héraut Films (version 16 mm)
- Format : Noir et blanc - 35 mm - 1,37:1 - Son mono
- Durée : 105 minutes
- Genre : Comédie
- Dates de sortie en France : 
  - 9 août 1951 (Festival de Cannes)
  - 14 septembre 1951  (cinémas Marivaux et Pathé-Palace à Paris)

## Distribution
- Fernandel : Adhémar Pomme
- Jacqueline Pagnol : la marchande de fleurs (créditée Jacqueline Bouvier)
- Bernadette Lange : Clémentine de la Medalana dite « Mandarine »
- Meg Lemonnier : Madame Merlot, la garde malade
- Sophie Mallet : la bonne à tout faire du refuge
- Maximilienne : la sœur du marquis
- Primerose Perret : la bonne de l'hôtel
- Marguerite Pierry : lady Braconfield
- Annie Ravel : la secrétaire
- Andrex : Tisalé
- Alexandre Arnaudy : le ministre des divertissements
- Maurice Bénard : le quatrième membre du conseil du refuge (crédité Maurice Besnard)
- Georges Bever : l'homme à tête de cocu
- Albert Duvaleix : l'employé du casino
- Jacques de Féraudy : le marquis de Saltarello
- Jean Hervé : le premier tragédien
- Marcel Lévesque : M. Brunel-Lacaze
- Roger Monteaux : le troisième membre du conseil du refuge
- José Noguero : Don Cristobal de la Medalana
- Jacques Sablon : le détective privé
- Robert Vidalin : le second tragédien
- Robert Seller : le président du conseil du refuge

Acteurs non crédités
- Nicolas Amato : le commissaire des jeux
- Lucien Callamand : le régisseur du théâtre
- Noël Darzal : un passager du train
- Jacques François : le valet
- Edouard Hemme : le directeur du refuge
- Louise Lagrange : la veuve de Paul-Emile Racu
- Emma Lyonnel : la femme bourrée de tics
- Jean-Claude Méral : le neveu du marquis
- André Pollack : le secrétaire qui introduit les candidats au refuge
- Maurice Regamey : le barbu

## Autour du film
Le tournage a eu lieu du 29 janvier au 3 mars 1951 à Paris (place de la Concorde, gare de Lyon), les Alpes-Maritimes Nice, studios de la Victorine), Monaco et Monte-Carlo (ancienne gare).
L'actrice Luce Fabiole et le réalisateur-acteur Henry Houry, cités par certaines sources d'époque (dont l'Index de la cinématographie 1951), n'apparaissent pas dans le film. C'est à tort qu'Henry Houry a été parfois crédité (Catalogue des films 1940-1950) du rôle de 4e membre du conseil, personne n'ayant pu identifier à ce jour l'interprète du personnage en question